# Ploetz (bayerisches Adelsgeschlecht)

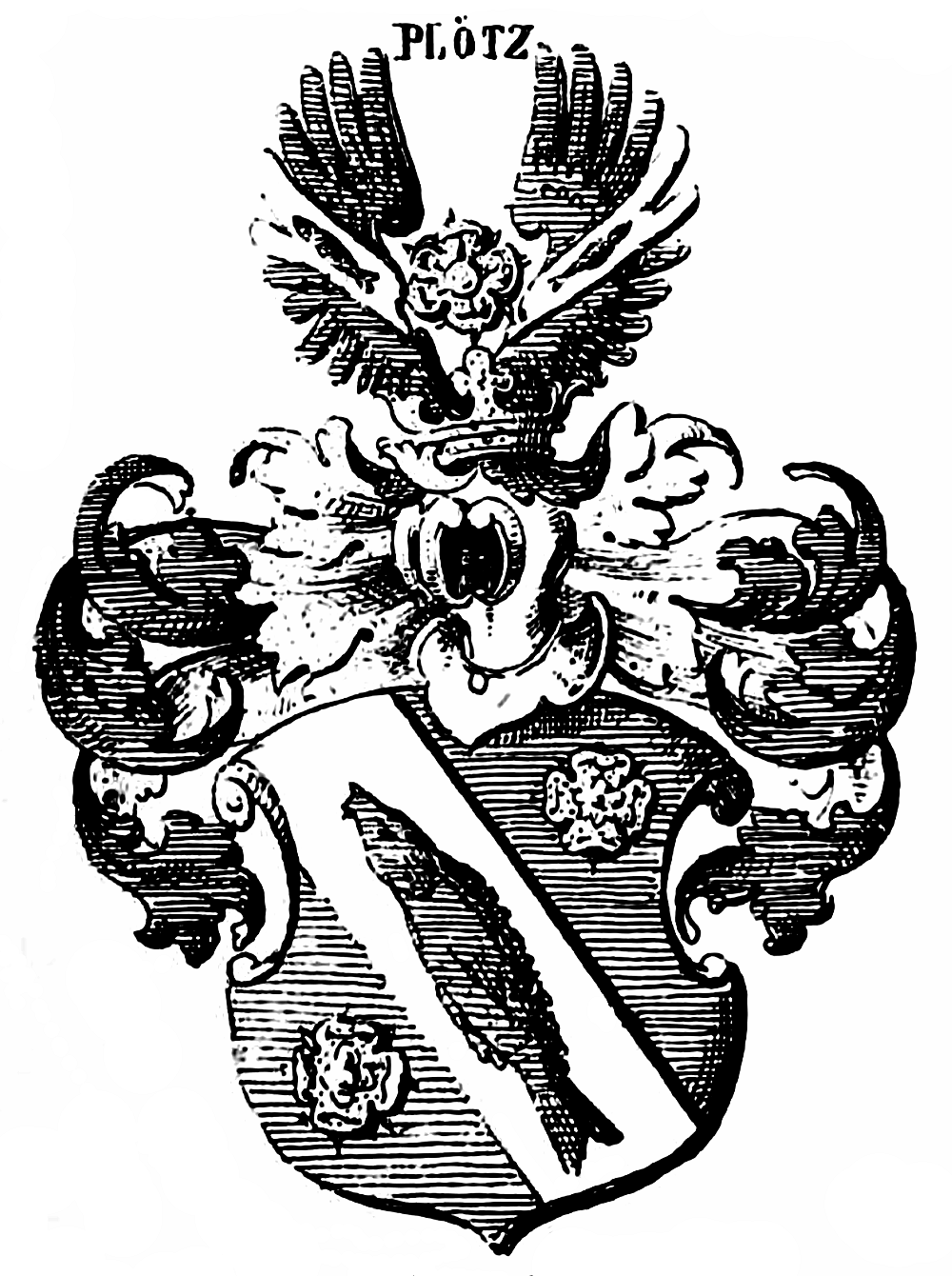
Wappen der Edeln von Ploetz

Edler von Ploetz ist der Name eines Briefadelsgeschlechts von 1790 aus Bayern.

## Geschichte
Der kurfürstlich pfalzbayerische Geheimsekretär und Kabinett-Zahlmeister Johann Georg Ploetz erhielt am 29. Juli 1790 durch Kurfürst Karl Theodor von Pfalzbayern als Reichsvikar den Reichsadelsstand „Edler von Ploetz“. Die Immatrikulation im Königreich Bayern bei der Adelsklasse der Bayerischen Ritterschaft erfolgte am 10. Dezember 1810 für dessen  vier Söhne, darunter Georg Anton Edler von Ploetz, Buchhalter des königlich bayerischen Spezialschuldentilgungsfonds. Der Mannesstamm der Familie gilt als erloschen.
Es besteht keine Stammverwandtschaft zu den neumärkischen von Ploetz oder pommerschen von Ploetz.

## Wappen
Das Wappen von 1790 zeigt in Blau ein mit einem blauen Fisch (Plötze) belegten silbernen Schrägrechtsbalken, begleitet von zwei goldenen Rosen. Auf dem Helm mit rechts blau-goldenen und links blau-silbernen Decken eine goldene Rose zwischen einem offenen blauen Flug, je mit dem Schrägbalken, schrägauswärts gewendet belegt.